# Olympische Sommerspiele 2020/Teilnehmer (Estland)
| Gelbes Symbol für Goldmedaillen mit stilisierten Olympischen Ringen | Graues Symbol für Silbermedaillen mit stilisierten Olympischen Ringen | Braundes Symbol für Bronzemedaillen mit stilisierten Olympischen Ringen |
| ------------------------------------------------------------------- | --------------------------------------------------------------------- | ----------------------------------------------------------------------- |
| 1                                                                   | —                                                                     | 1                                                                       |

Estland nahm an den Olympischen Spielen 2020 in Tokio mit 33 Sportlern in 14 Sportarten teil. Es war die insgesamt 13. Teilnahme an Olympischen Sommerspielen.

## Medaillengewinner

### Gold
| Name                                                    | Sportart | Wettkampf               |
| ------------------------------------------------------- | -------- | ----------------------- |
| Julia Beljajeva Irina Embrich Erika Kirpu Katrina Lehis | Fechten  | Degen Mannschaft Frauen |

### Bronze
| Name          | Sportart | Wettkampf           |
| ------------- | -------- | ------------------- |
| Katrina Lehis | Fechten  | Degen Einzel Frauen |

## Teilnehmer nach Sportarten

### Badminton
| Athleten      | Wettbewerb | Gruppenphase     | Gruppenphase       | Gruppenphase | Gruppenphase | Achtelfinale  | Achtelfinale  | Viertelfinale | Viertelfinale | Halbfinale    | Halbfinale    | Finale        | Finale        | Rang |
| Athleten      | Wettbewerb | Gegner           | Ergebnis           | Punkte       | Rang         | Gegner        | Ergebnis      | Gegner        | Ergebnis      | Gegner        | Ergebnis      | Gegner        | Ergebnis      | Rang |
| ------------- | ---------- | ---------------- | ------------------ | ------------ | ------------ | ------------- | ------------- | ------------- | ------------- | ------------- | ------------- | ------------- | ------------- | ---- |
| Frauen        |            |                  |                    |              |              |               |               |               |               |               |               |               |               |      |
| Kristin Kuuba | Einzel     | D. Macías        | 2:0 (21:19, 21:13) | 70:74        | 2            | ausgeschieden | ausgeschieden | ausgeschieden | ausgeschieden | ausgeschieden | ausgeschieden | ausgeschieden | ausgeschieden | 15   |
| Kristin Kuuba | Einzel     | B. Ongbumrungpan | 0:2 (16:21, 12:21) | 70:74        | 2            | ausgeschieden | ausgeschieden | ausgeschieden | ausgeschieden | ausgeschieden | ausgeschieden | ausgeschieden | ausgeschieden | 15   |
| Männer        |            |                  |                    |              |              |               |               |               |               |               |               |               |               |      |
| Raul Must     | Einzel     | Chen L.          | 0:2 (10:21, 9:21)  | 37:84        | 3            | ausgeschieden | ausgeschieden | ausgeschieden | ausgeschieden | ausgeschieden | ausgeschieden | ausgeschieden | ausgeschieden | 15   |
| Raul Must     | Einzel     | P. Abián         | 0:2 (7:21, 11:21)  | 37:84        | 3            | ausgeschieden | ausgeschieden | ausgeschieden | ausgeschieden | ausgeschieden | ausgeschieden | ausgeschieden | ausgeschieden | 15   |

### Bogenschießen
| Athleten     | Wettbewerb | Qualifikation | Qualifikation | 1. Runde     | 1. Runde | 2. Runde  | 2. Runde | Achtelfinale  | Achtelfinale  | Viertelfinale | Viertelfinale | Halbfinale    | Halbfinale    | Finale        | Finale        | Rang          |
| Athleten     | Wettbewerb | Ringe         | Rang          | Gegner       | Ergebnis | Gegner    | Ergebnis | Gegner        | Ergebnis      | Gegner        | Ergebnis      | Gegner        | Ergebnis      | Gegner        | Ergebnis      | Rang          |
| ------------ | ---------- | ------------- | ------------- | ------------ | -------- | --------- | -------- | ------------- | ------------- | ------------- | ------------- | ------------- | ------------- | ------------- | ------------- | ------------- |
| Frauen       |            |               |               |              |          |           |          |               |               |               |               |               |               |               |               |               |
| Reena Pärnat | Einzel     | 626           | 53            | D. Baránková | 6:4      | C.-e. Lin | 3:7      | ausgeschieden | ausgeschieden | ausgeschieden | ausgeschieden | ausgeschieden | ausgeschieden | ausgeschieden | ausgeschieden | ausgeschieden |

### Fechten
| Athleten                                                | Wettbewerb       | 1. Runde | 1. Runde | 2. Runde      | 2. Runde | Achtelfinale  | Achtelfinale  | Viertelfinale | Viertelfinale | Halbfinale / Klassifikation | Halbfinale / Klassifikation | Finale / Platzierung | Finale / Platzierung | Rang   |
| Athleten                                                | Wettbewerb       | Gegner   | Ergebnis | Gegner        | Ergebnis | Gegner        | Ergebnis      | Gegner        | Ergebnis      | Gegner                      | Ergebnis                    | Gegner               | Ergebnis             | Rang   |
| ------------------------------------------------------- | ---------------- | -------- | -------- | ------------- | -------- | ------------- | ------------- | ------------- | ------------- | --------------------------- | --------------------------- | -------------------- | -------------------- | ------ |
| Frauen                                                  |                  |          |          |               |          |               |               |               |               |                             |                             |                      |                      |        |
| Julia Beljajeva                                         | Degen Einzel     | Freilos  | Freilos  | C. Vitalis    | 15:5     | N. Satō       | 15:10         | A. M. Popescu | 8:15          | ausgeschieden               | ausgeschieden               | ausgeschieden        | ausgeschieden        | 5      |
| Erika Kirpu                                             | Degen Einzel     | Freilos  | Freilos  | K. Hurley     | 14:15    | ausgeschieden | ausgeschieden | ausgeschieden | ausgeschieden | ausgeschieden               | ausgeschieden               | ausgeschieden        | ausgeschieden        | 17     |
| Katrina Lehis                                           | Degen Einzel     | Freilos  | Freilos  | E. Trzebińska | 11:10    | M. Navarria   | 15:10         | R. Fiamingo   | 15:7          | A. M. Popescu               | 11:15                       | A. Murtasajewa       | 15:18                | Bronze |
| Julia Beljajeva Irina Embrich Erika Kirpu Katrina Lehis | Degen Mannschaft | —        | —        | —             | —        | Freilos       | Freilos       | Polen         | 29:26         | Italien                     | 42:34                       | Südkorea             | 36:32                | Gold   |

### Judo
| Athleten         | Wettbewerb | 1. Runde            | 1. Runde | 2. Runde | 2. Runde | Achtelfinale  | Achtelfinale  | Viertelfinale | Viertelfinale | Halbfinale / Trostrunde | Halbfinale / Trostrunde | Finale / Platz 3 | Finale / Platz 3 | Rang |
| Athleten         | Wettbewerb | Gegner              | Ergebnis | Gegner   | Ergebnis | Gegner        | Ergebnis      | Gegner        | Ergebnis      | Gegner                  | Ergebnis                | Gegner           | Ergebnis         | Rang |
| ---------------- | ---------- | ------------------- | -------- | -------- | -------- | ------------- | ------------- | ------------- | ------------- | ----------------------- | ----------------------- | ---------------- | ---------------- | ---- |
| Männer           |            |                     |          |          |          |               |               |               |               |                         |                         |                  |                  |      |
| Grigori Minaškin | bis 100 kg | Lchagwasürengiin O. | 0s2:1s1  | —        | —        | ausgeschieden | ausgeschieden | ausgeschieden | ausgeschieden | ausgeschieden           | ausgeschieden           | ausgeschieden    | ausgeschieden    | 17   |

### Leichtathletik
Laufen und Gehen 
| Athleten      | Wettbewerb   | Runde 1 | Runde 1 | Halbfinale | Halbfinale | Finale    | Finale | Rang |
| Athleten      | Wettbewerb   | Zeit    | Rang    | Zeit       | Rang       | Zeit      | Rang   | Rang |
| ------------- | ------------ | ------- | ------- | ---------- | ---------- | --------- | ------ | ---- |
| Männer        |              |         |         |            |            |           |        |      |
| Roman Fosti   | Marathon     | —       | —       | —          | —          | 2:25:37 h | 68     | 68   |
| Tiidrek Nurme | Marathon     | —       | —       | —          | —          | 2:16:16 h | 27     | 27   |
| Rasmus Mägi   | 400 m Hürden | 48,73 s | 7       | 48,36 s    | 8          | 48,11 s   | 7      | 7    |

 Springen und Werfen 
| Athleten      | Wettbewerb | Qualifikation | Qualifikation | Finale        | Finale        | Rang |
| Athleten      | Wettbewerb | Weite/Höhe    | Rang          | Weite/Höhe    | Rang          | Rang |
| ------------- | ---------- | ------------- | ------------- | ------------- | ------------- | ---- |
| Frauen        |            |               |               |               |               |      |
| Ksenija Balta | Weitsprung | NMW           | NMW           | ausgeschieden | ausgeschieden | –    |

 Mehrkampf 
| Athleten         | 100 m   | 100 m | Weitsprung | Weitsprung | Kugelstoßen | Kugelstoßen | Hochsprung | Hochsprung | 400 m   | 400 m | 110 m Hürden | 110 m Hürden | Diskuswurf | Diskuswurf | Stabhochsprung | Stabhochsprung | Speerwurf | Speerwurf | 1500 m      | 1500 m | Punkte | Rang |
| Athleten         | Zeit    | Pkte. | Weite      | Pkte.      | Weite       | Pkte.       | Höhe       | Pkte.      | Zeit    | Pkte. | Zeit         | Pkte.        | Weite      | Pkte.      | Höhe           | Pkte.          | Weite     | Pkte.     | Zeit        | Pkte.  | Punkte | Rang |
| ---------------- | ------- | ----- | ---------- | ---------- | ----------- | ----------- | ---------- | ---------- | ------- | ----- | ------------ | ------------ | ---------- | ---------- | -------------- | -------------- | --------- | --------- | ----------- | ------ | ------ | ---- |
| Zehnkampf Männer |         |       |            |            |             |             |            |            |         |       |              |              |            |            |                |                |           |           |             |        |        |      |
| Johannes Erm     | 11,04 s | 852   | 7,36 m     | 900        | 14,60 m     | 765         | 1,99 m     | 794        | 48,25 s | 897   | 14,55 s      | 905          | 45,72 m    | 782        | 4,80 m         | 849            | 58,41 m   | 714       | 4:28,42 min | 755    | 8213   | 11   |
| Karel Tilga      | 11,31 s | 793   | 6,77 m     | 760        | 15,25 m     | 805         | 2,02 m     | 822        | 50,48 s | 793   | 16,10 s      | 722          | 41,31 m    | 691        | ogV            | 0              | 73,36 m   | 941       | 4:38,28 min | 691    | 7018   | 20   |
| Maicel Uibo      | 11,32 s | 791   | 7,37 m     | 903        | 13,95 m     | 725         | 2,02 m     | 822        | 50,82 s | 777   | 14,83 s      | 870          | 46,38 m    | 795        | 5,50 m         | 1067           | 50,64 m   | 598       | 4:38,64 min | 689    | 8037   | 15   |

### Radsport

#### Straße
| Athleten      | Wettbewerb       | Zeit         | Rang |
| ------------- | ---------------- | ------------ | ---- |
| Männer        |                  |              |      |
| Tanel Kangert | Straßenrennen    | 6:15:38 h    | 46   |
| Peeter Pruus  | Straßenrennen    | DNF          | DNF  |
| Tanel Kangert | Einzelzeitfahren | 59:05,25 min | 22   |

#### Mountainbike
| Athleten    | Wettbewerb    | Zeit      | Rang |
| ----------- | ------------- | --------- | ---- |
| Frauen      |               |           |      |
| Janika Lõiv | Cross-Country | 1:23:17 h | 17   |

### Reiten

#### Dressurreiten
| Athleten                      | Wettbewerb | Prozent / Punkte           | Prozent / Punkte | Prozent / Punkte | Rang |
| Athleten                      | Wettbewerb | Grand Prix (Qualifikation) | GP Spécial       | GP Kür           | Rang |
| ----------------------------- | ---------- | -------------------------- | ---------------- | ---------------- | ---- |
| Dina Ellermann mit Donna Anna | Einzel     | 65,435 %                   | —                | ausgeschieden    | 49   |

### Ringen

#### Freier Stil
Legende: G = Gewonnen, V = Verloren, S = Schultersieg
| Athleten | Wettbewerb       | Achtelfinale | Achtelfinale | Viertelfinale | Viertelfinale | Halbfinale    | Halbfinale    | Hoffnungsrunde Halbfinale | Hoffnungsrunde Halbfinale | Hoffnungsrunde Finale | Hoffnungsrunde Finale | Finale        | Finale        | Rang |
| Athleten | Wettbewerb       | Gegner       | Ergebnis     | Gegner        | Ergebnis      | Gegner        | Ergebnis      | Gegner                    | Ergebnis                  | Gegner                | Ergebnis              | Gegner        | Ergebnis      | Rang |
| -------- | ---------------- | ------------ | ------------ | ------------- | ------------- | ------------- | ------------- | ------------------------- | ------------------------- | --------------------- | --------------------- | ------------- | ------------- | ---- |
| Frauen   |                  |              |              |               |               |               |               |                           |                           |                       |                       |               |               |      |
| Epp Mäe  | Klasse bis 76 kg | E. Wiebe     | G 5:4        | H. Minagawa   | V 0:3         | ausgeschieden | ausgeschieden | ausgeschieden             | ausgeschieden             | ausgeschieden         | ausgeschieden         | ausgeschieden | ausgeschieden | 8    |

#### Griechisch-römischer Stil
Legende: G = Gewonnen, V = Verloren, S = Schultersieg
| Athleten      | Wettbewerb        | Achtelfinale  | Achtelfinale | Viertelfinale | Viertelfinale | Halbfinale    | Halbfinale    | Hoffnungsrunde Halbfinale | Hoffnungsrunde Halbfinale | Hoffnungsrunde Finale | Hoffnungsrunde Finale | Finale        | Finale        | Rang |
| Athleten      | Wettbewerb        | Gegner        | Ergebnis     | Gegner        | Ergebnis      | Gegner        | Ergebnis      | Gegner                    | Ergebnis                  | Gegner                | Ergebnis              | Gegner        | Ergebnis      | Rang |
| ------------- | ----------------- | ------------- | ------------ | ------------- | ------------- | ------------- | ------------- | ------------------------- | ------------------------- | --------------------- | --------------------- | ------------- | ------------- | ---- |
| Männer        |                   |               |              |               |               |               |               |                           |                           |                       |                       |               |               |      |
| Artur Vititin | Klasse bis 130 kg | M. Abdullayev | V 0:8        | ausgeschieden | ausgeschieden | ausgeschieden | ausgeschieden | ausgeschieden             | ausgeschieden             | ausgeschieden         | ausgeschieden         | ausgeschieden | ausgeschieden | 15   |

### Rudern
| Athleten                                                | Wettbewerb   | Vorlauf     | Vorlauf | Vorlauf       | Hoffnungslauf | Hoffnungslauf | Hoffnungslauf | Halbfinale | Halbfinale | Halbfinale    | Finale      | Finale | Rang |
| Athleten                                                | Wettbewerb   | Zeit        | Platz   | Qualifikation | Zeit          | Platz         | Qualifikation | Zeit       | Platz      | Qualifikation | Zeit        | Platz  | Rang |
| ------------------------------------------------------- | ------------ | ----------- | ------- | ------------- | ------------- | ------------- | ------------- | ---------- | ---------- | ------------- | ----------- | ------ | ---- |
| Männer                                                  |              |             |         |               |               |               |               |            |            |               |             |        |      |
| Jüri-Mikk Udam Allar Raja Tõnu Endrekson Kaspar Taimsoo | Doppelvierer | 5:47,12 min | 3       | Hoffnungslauf | 5:56,52 min   | 2             | A-Finale      | —          | —          | —             | 5:38,58 min | 6      | 6    |

### Schießen
| Athleten     | Wettbewerb                   | Qualifikation   | Qualifikation | Finale          | Finale        | Ringe/ Scheiben | Rang |
| Athleten     | Wettbewerb                   | Ringe/ Scheiben | Rang          | Ringe/ Scheiben | Rang          | Ringe/ Scheiben | Rang |
| ------------ | ---------------------------- | --------------- | ------------- | --------------- | ------------- | --------------- | ---- |
| Männer       |                              |                 |               |                 |               |                 |      |
| Peeter Olesk | Luftpistole 10 Meter         | 564             | 33            | ausgeschieden   | ausgeschieden | 564             | 33   |
| Peeter Olesk | Schnellfeuerpistole 25 Meter | 572             | 19            | ausgeschieden   | ausgeschieden | 572             | 19   |

### Schwimmen
| Athleten        | Wettbewerb          | Vorlauf     | Vorlauf | Halbfinale    | Halbfinale    | Finale        | Finale        | Rang |
| Athleten        | Wettbewerb          | Zeit        | Rang    | Zeit          | Rang          | Zeit          | Rang          | Rang |
| --------------- | ------------------- | ----------- | ------- | ------------- | ------------- | ------------- | ------------- | ---- |
| Frauen          |                     |             |         |               |               |               |               |      |
| Eneli Jefimova  | 100 m Brust         | 1:06,79 min | 14      | 1:07,58 min   | 16            | ausgeschieden | ausgeschieden | 16   |
| Eneli Jefimova  | 200 m Brust         | 2:27,87 min | 27      | ausgeschieden | ausgeschieden | ausgeschieden | ausgeschieden | 27   |
| Männer          |                     |             |         |               |               |               |               |      |
| Martin Allikvee | 200 m Brust         | 2:12,60 min | 25      | ausgeschieden | ausgeschieden | ausgeschieden | ausgeschieden | 25   |
| Kregor Zirk     | 200 m Freistil      | 1:46,10 min | 11      | 1:46,67 min   | 13            | ausgeschieden | ausgeschieden | 13   |
| Kregor Zirk     | 400 m Freistil      | 3:47,05 min | 15      | —             | —             | ausgeschieden | ausgeschieden | 15   |
| Kregor Zirk     | 100 m Schmetterling | 52,82 s     | 41      | ausgeschieden | ausgeschieden | ausgeschieden | ausgeschieden | 41   |
| Kregor Zirk     | 200 m Schmetterling | 1:57,26 min | 25      | ausgeschieden | ausgeschieden | ausgeschieden | ausgeschieden | 25   |

### Segeln
| Athleten          | Wettbewerb      | Qualifikation | Qualifikation | Medal Race    | Medal Race    | Punkte | Rang |
| Athleten          | Wettbewerb      | Punkte        | Rang          | Punkte        | Rang          | Punkte | Rang |
| ----------------- | --------------- | ------------- | ------------- | ------------- | ------------- | ------ | ---- |
| Frauen            |                 |               |               |               |               |        |      |
| Ingrid Puusta     | Windsurfen RS:X | 166           | 16            | ausgeschieden | ausgeschieden | 166    | 16   |
| Männer            |                 |               |               |               |               |        |      |
| Karl-Martin Rammo | Laser           | 116           | 15            | ausgeschieden | ausgeschieden | 116    | 15   |

### Tennis
| Athleten        | Wettbewerb | 1. Runde   | 1. Runde | 2. Runde      | 2. Runde      | Achtelfinale  | Achtelfinale  | Viertelfinale | Viertelfinale | Halbfinale    | Halbfinale    | Finale / Platz 3 | Finale / Platz 3 |
| Athleten        | Wettbewerb | Gegner     | Ergebnis | Gegner        | Ergebnis      | Gegner        | Ergebnis      | Gegner        | Ergebnis      | Gegner        | Ergebnis      | Gegner           | Ergebnis         |
| --------------- | ---------- | ---------- | -------- | ------------- | ------------- | ------------- | ------------- | ------------- | ------------- | ------------- | ------------- | ---------------- | ---------------- |
| Frauen          |            |            |          |               |               |               |               |               |               |               |               |                  |                  |
| Anett Kontaveit | Einzel     | M. Sakkari | 5:7, 2:6 | ausgeschieden | ausgeschieden | ausgeschieden | ausgeschieden | ausgeschieden | ausgeschieden | ausgeschieden | ausgeschieden | ausgeschieden    | ausgeschieden    |

### Triathlon
| Athleten      | Wettbewerb | Zeit | Rang |
| ------------- | ---------- | ---- | ---- |
| Frauen        |            |      |      |
| Kaidi Kivioja | Einzel     | LAP  | LAP  |